# Kohei Shimoda
Kohei Shimoda (født 8. april 1989) er en japansk fodboldspiller.
Han har spillet for flere forskellige klubber i sin karriere, herunder FC Tokyo, Mito HollyHock, FC Machida Zelvia, V-Varen Nagasaki og Blaublitz Akita.